# Cal Pa-sol
Cal Pa-sol és una obra de la Pobla de Claramunt (Anoia) inclosa a l'Inventari del Patrimoni Arquitectònic de Catalunya.

## Descripció
Casa de planta rectangular i dos pisos coberta a dues vessants i amb dependencies i construccions auxiliars annexes.
La casa és feta de tàpia i els caires de pedres de turó. Aquí la tpapia no s'ha arrebossat, però moltes cases fetes de tàpia, a la mateixa població, presnten un arrebossat emblanquinat damunt els murs de tàpia.
La façana ha estat, però, reformada i s'ha tapiat alguna finestra com la del segon pis o galeria.

## Història
Data dels segles XVIII-XIX.